# Weißenbachl (Pielach)
Das Weißenbachl ist ein rechter Zufluss zur Pielach bei Schwarzenbach an der Pielach in Niederösterreich.
Das Weißenbachl entspringt in Brunnrotte nördlich des Pielachtaler Gscheids unterhalb der Ortslage Silberriegel und fließt von dort in Richtung Westen ab, wo rechts bald der Reitgraben mündet, der westlich des Klaustalberges (1083 m ü. A.) quellt, einem Vorgipfel des Eisensteins (1185 m ü. A.), und später von links der Hüttgraben einfließt, bevor sich das Weißenbachl am oberen Ortsende von Schwarzenbach in die Pielach ergießt. Das Einzugsgebiet umfasst 8,1 km² in großteils bewaldeter Landschaft.